# Scherpenzeel (Friesland)
Scherpenzeel (Stellingwerfs: Scharpenzeel/Skarpenzeel ([skɑrpm̩ze.əl / skɛrpm̩zeːl])) (uitspraakⓘ, Fries: Skerpenseel) is een dorp in de gemeente Weststellingwerf, in de Nederlandse provincie Friesland.
Het ligt ten zuidwesten van Wolvega, tussen Wolvega en Kuinre. Het dorp telt ongeveer 180 woningen. Onder het dorp valt ook een deel van de buurtschap Gracht en tot 1969 viel ook het zuidelijk deel van Langelille onder het Scherpenzeel. In het grensgebied met Munnekeburen is in 2007 een nieuwe buurtschap ontstaan, Munnekezeel. Het was al een bestaande buurt die gevormd werd door het feit dat het buiten de beide dorpskernen valt.

## Geschiedenis
Al omstreeks 1100 woonden er mensen in de streek van wat nu wel de 'Grote Veenpolder' wordt genoemd, maar pas in de middeleeuwen kwam de bewoning echt op gang. Er werden woningen (zeg maar hutjes) gebouwd, meestal in groepjes bij elkaar. Zo ontstonden de dorpen in de Grote Veenpolder: Munnekeburen, Scherpenzeel, Spanga en later Langelille en Nijetrijne.
Tussen die dorpen waren ook verbindingswegen. Dat was eerst een soort karrenspoor (het Voetpad). Het was een zogenaamde 'Binnenweg'. Toen de behoefte aan meer en betere vervoersmogelijkheden groeide, werden ook 'Buitenwegen' aangelegd. Die waren breder en wagens met paarden ervoor konden er gebruik van maken. Zo ontstond bijvoorbeeld de Grindweg.
Scherpenzeel is het centrale dorp van de Grote Veenpolder. Er is een brandweerkazerne in het dorp die de Grote Veenpolder als werkgebied heeft en daarnaast regelmatig de brandweer van Wolvega ondersteunt bij branden in Wolvega.

## Sport
De voetbalclub van Scherpenzeel was tot 2009 de op 29 februari 1932 opgerichte club V.V. De Westhoek. De thuishaven van De Westhoek was het sportcomplex Het Scheeneveld en de Schakel, gevestigd in Munnekeburen. De accommodatie moest worden gedeeld met voetbalclub V.O.G. In 2009 besloten beide clubs te fuseren, de nieuwe clubnaam is sindsdien VWC (VOG-Westhoek-Combinatie). De jeugd/junioren speelden al lange tijd onder de naam VWC.

## Openbaar vervoer
Scherpenzeel is te bereiken met het openbaar vervoer via buurtbuslijn 108 (Qbuzz) van en naar Wolvega.

## Bekende inwoners
- Peter Stuyvesant, de laatste Nederlandse gouverneur van Nieuw Amsterdam (thans New York), is hier grootgebracht. Over zijn geboorteplaats zijn verschillende verhalen, waaronder dat hij geboren zou zijn in Scherpenzeel.